# 山口県道55号宇部港線
山口県道55号宇部港線（やまぐちけんどう55ごう うべこうせん）は、山口県宇部市を通る県道（主要地方道）である。

## 概要
山口県宇部市港町の山口県宇部港港湾総合庁舎と宇部市常盤町の宇部市役所（市役所前交差点）を結ぶ。宇部港から国道190号へのアクセス道路となっている。

### 路線データ
- 起点：宇部市港町（宇部港）
- 終点：宇部市常盤町（市役所前交差点、国道190号交点）

## 歴史
- 1993年（平成5年）5月11日 - 建設省から、県道宇部港線が宇部港線として主要地方道に指定される[1]。

## 地理

### 通過する自治体
- 宇部市

### 交差する道路
- 国道190号（宇部市常盤町・市役所前交差点、終点）

### 沿線の主な施設
- 宇部市役所
- 山口銀行宇部支店
- 西日本シティ銀行宇部支店
- ハミングロード新天町
- エフエムきらら本社
- 宇部年金事務所
- 山口県宇部港湾総合庁舎
- 山口県営宇部ポートビル